# Yūga Watanabe
Yūga Watanabe (japanisch 渡辺 悠雅 Watanabe Yūga; * 15. Mai 1996 in der Präfektur Tokio) ist ein japanischer Fußballspieler.

## Karriere
Watanabe erlernte das Fußballspielen in der Jugendmannschaft von Yokogawa Musashino und der Universitätsmannschaft der Meiji-Universität. Seinen ersten Vertrag unterschrieb er 2019 bei Kamatamare Sanuki. Der Verein aus Takamatsu, einer Großstadt in der Präfektur Kagawa, spielte in der dritten japanischen Liga, der J3 League.